# Ханкала
Ханкала́ (чечен. Хан-ГӀала — «сторожевая башня») — упразднённый поселок в Грозненском районе Чечни. В 2008 году включен в состав города Грозный и исключен из учётных данных. 
В настоящее время представляет собой внутригородской посёлок в составе Байсангуровского района города.
До 2008 года посёлок Ханкала входил в состав Грозненского района.

## География
Посёлок расположен у канала Хазкинтотол, у подножья Грозненского хребта, в восточной части города Грозный.
Ближайшие населённые пункты: на севере — посёлок Старая Сунжа, северо-востоке — сёла Беркат-Юрт и Ново-Центорой, на востоке — посёлок Примыкание, на юго-востоке — село Комсомольское, на юге — посёлок Шейха Изнаура и на западе — центр Грозного.

## История
В советское время близ посёлка располагался аэродром, принадлежавший Министерству обороны СССР. Вначале там располагался полк самолётов-перехватчиков МиГ-17 и МиГ-19. В этом полку начинал службу лётчик-космонавт Владимир Комаров, трагически погибший на космическом корабле «Союз-1». Позже аэродром был передан Ставропольскому высшему военному авиационному училищу лётчиков и штурманов ПВО как учебный. На аэродроме дислоцировался полк самолётов L-29.
В 1991—1995 годах авиабаза Ханкала была под контролем вооружённых сил Чеченской Республики — Ичкерия. Осенью 1991 года там были заблокированы солдаты и офицеры российской армии, которые прибыли с целью арестовать тогдашнего руководителя Ичкерии — Джохара Дудаева.
В декабре 1994 года между федеральными войсками и сепаратистами шла Битва за Ханкалу.
В 2000 году в Ханкале была открыта база российских войск: Объединённый штаб группировки Северо-Кавказского военного округа, госпиталь, военная прокуратура, и в последующем военный следственный отдел, органы ФСБ, Военный суд.
В 2001 году, в день Пасхи, освящена первая православная часовня на территории базы в Ханкале. Часовню, возведённую военными строителями из Ульяновска, освятил благочинный православных приходов Чеченской Республики от Бакинско-Прикаспийской епархии Московского Патриархата отец Назарий.
7 сентября 2001 года в Ханкале был сбит вертолёт Ми-8, с комиссией Генерального штаба на борту (погибли 2 генерала и 8 офицеров).
19 августа 2002 года в 16:55, при посадке в районе военной базы Ханкала ракетой из ПЗРК «Игла» был сбит военно-транспортный вертолёт Ми-26, на борту которого находились 154 человека, летевшие из Моздока, из них 127 погибли. Ракета поразила один из двигателей, после чего произошло крушение.
До 12 ноября 2008 года посёлок входил в состав Грозненского сельского района, после чего населённый пункт был упразднён и передан в ведение города Грозный.

## Население
Национальный состав
По данным Всероссийской переписи населения 2002 года:
| № | Национальность | Численность, чел. | Доля   |
| - | -------------- | ----------------- | ------ |
| 1 | русские        | 6555              | 82,9 % |
| 2 | украинцы       | 150               | 1,9 %  |
| 3 | кумыки         | 90                | 1,1 %  |
| 4 | аварцы         | 60                | 0,8 %  |
| 5 | армяне         | 43                | 0,5 %  |
| 6 | чеченцы        | 24                | 0,3 %  |
| 7 | другие         | 986               | 12,5 % |

## Транспорт
В посёлке расположены железнодорожная станция Ханкала и аэродром Ханкала.